# Sabrina (filme de 1995)
Sabrina (mesmo título no original em inglês) é um filme estadunidense e alemão de 1995, do gênero comédia romântica e comédia dramática, escrito por Barbara Benedek e David Rayfiel. Foi dirigido por Sydney Pollack, e estrelado por Harrison Ford como Linus Larrabee, Julia Ormond como Sabrina e Greg Kinnear (em seu primeiro papel no cinema) como David Larrabee. Também conta com Angie Dickinson, Richard Crenna, Nancy Marchand, Lauren Holly, John Wood, Dana Ivey, e a atriz francesa Fanny Ardant. A trilha sonora foi composta por John Williams e inclui uma música interpretada por Sting, Moonlight; ambos foram indicados para o Oscar 1996.
É um remake do filme Sabrina de 1954, co-escrito e dirigido por Billy Wilder, estrelado por Humphrey Bogart, Audrey Hepburn e William Holden, que por sua vez foi baseado em uma peça intitulada Sabrina Fair. Nesta nova versão houve modificações em relação ao original, foi eliminado o pai dos Larrabee, aumentando o poder e a responsabilidade de Linus. No filme de 1954, David já casou três vezes; no de 1995, nenhuma, o que reforça seu perfil de playboy irresponsável. Na primeira versão, Sabrina foi a Paris estudar culinária; na segunda, foi estudar produção de moda e acabou virando fotógrafa.
O local usado para retratar a mansão da família Larrabee foi a propriedade 'Salutation', localizada em Long Island, em Glen Cove, Nova York. Esta casa foi construída por volta de 1929 por Junius Spencer Morgan III, que era diretor da Morgan Guaranty Trust Company. Seu pai era J. P. Morgan, Jr., que era um banqueiro e filho do J. P. Morgan. A propriedade não é mais propriedade da família Morgan, mas ainda está em mãos privadas e usada como residência. O filme fez uso extensivo dos interiores desta mansão durante as filmagens.
Sabrina foi lançada em 15 de dezembro de 1995 pela Paramount Pictures. O filme foi uma decepção de bilheteria, mas recebeu críticas positivas dos críticos. O filme teve comparações inevitáveis com a versão original, com seu trio de estrelas, Audrey Hepburn, Humphrey Bogart e William Holden. No entanto, os críticos deram ao filme críticas positivas, com uma nova pontuação de Rotten Tomatoes de 65% com base em 48 avaliações.

## Sinopse
Sabrina é filha de um motorista de uma família rica e sempre foi apaixonada pelo filho mais novo dos Larrabee, até que seu pai cansado de vê-la sofrer a manda para Paris. Após dois anos ausente Sabrina volta e surpreende a todos com a beleza, elegância e outros predicados que adquiriu em sua viagem tornando-se uma mulher elegante e sofisticada. David Larrabee, um playboy, o filho caçula da família está prestes a casar, quando se apaixona pela nova Sabrina, na tentativa de impedí-lo da ideia de romper o noivado (que envolve um grande negócio para a família), seu irmão mais velho Linus Larrabee, mais preocupado com os negócios da família, acaba se apaixonando por Sabrina também.

## Elenco
- Harrison Ford como Linus Larrabee
- Julia Ormond como Sabrina Fairchild
- Greg Kinnear como David Larrabee
- Angie Dickinson como Ingrid Tyson
- Richard Crenna como Patrick Tyson
- Nancy Marchand como Maude Larrabee
- Lauren Holly como Elizabeth Tyson
- John Wood como Thomas Fairchild
- Dana Ivey como Mack
- Fanny Ardant como Irene
- Valérie Lemercier como Martine
- Paul Giamatti como Scott
- Elizabeth Franz como Joanna
- Míriam Colón como Rosa
- Patrick Bruel como Louis
- Becky Ann Baker como Linda
- J. Smith-Cameron como Carol
- Margo Martindale como enfermeira

## Prêmios e indicações
Oscar 1996 (EUA)
- Recebeu duas indicações nas categorias de melhor trilha sonora e melhor canção original (Moonlight).

Globo de Ouro 1996 (EUA)
- Recebeu três indicações nas categorias de melhor filme - comédia/musical, melhor ator - comédia/musical (Harrison Ford) e melhor canção original (Moonlight).

Grammy 1997 (EUA)
- Recebeu uma indicação na categoria de melhor canção composta para um filme ou série de TV (Moonlight).

Prêmio CFCA 1996 (Chicago Film Critics Association Awards, EUA)
- Greg Kinnear venceu na categoria de ator mais promissor.